# Lorena Álvarez (periodista)
Lorena María Álvarez Arias (Lima, 19 de junio de 1984) es una periodista, escritora, analista política y presentadora de televisión peruana. Alcanzó un reconocimiento por haber conducido diferentes noticieros, contando con una amplia trayectoria televisiva.

## Biografía
Nació el 19 de junio de 1984 en Lima, bajo el nombre de Lorena María Álvarez Arias. Proveniente de una familia ligada al servicio militar; su abuelo materno Luis Alfonso Arias Graziani (1926-2020) fue general de la Fuerza Aérea del Perú y ministro de Estado. Su madre fue parte de la promoción no acuartelada de la dicha entidad. Realizó sus estudios de ciencias y arte de la comunicación en la Pontificia Universidad Católica del Perú, en la cual fue egresada ejerciendo la profesión, complementando el posgrado de Ciencias Políticas.
Comenzó su carrera periodística en la década de los años 2000, participando en los noticieros de las televisoras locales América Televisión y Canal N, inicialmente como practicante. En ambas, se mantuvo hasta su renuncia a finales de 2009. Durante su etapa en Canal N, fue parte de la cobertura especial del terremoto de Pisco en 2007.
Pero fue en el año 2010, cuando Álvarez firmaría para el otro canal Frecuencia Latina, donde se desempeñó como reportera del dominical peruano Reporte semanal y a la par, conductora interina del dicho espacio, además de colaborar como columnista del portal El Comercio. Seguidamente, en el año 2016 asumió la conducción del matinal 90 segundos, retomando el rol en 2020. Se encargó de la cobertura de las elecciones presidenciales de 2016 ante las cámaras, a pesar de generar controversia por calificar «miserable» a una de las candidatas.
Tras el final del noticiero en 2021, se incluye al otro formato Latina noticias Matinal con el también periodista Pedro Tenorio hasta el 2023, cuando se muda a la edición Mediodía manteniéndose en la actualidad. Gracias a su desempeño en la conducción en el canal, recibió el galardón de «Mejor periodista latino» por parte de los Premios MAM del magacín Mujeres al mando en 2021.
Fuera de su faceta televisiva, en el año 2018, tuvo una participación especial en el galardón Woman Makertees Perú como conductora, cuya sinopsis está relacionado con el emprendimiento femenino. Más tarde, en el año 2020 lanzó su programa web culinario Receta de miércoles, contando en el dicho espacio con su esposo actual Álvaro Sarria.
Como escritora, Álvarez lanzó su primer libro Primero muerta en 2019 con la colaboración de la editorial Planeta, basado en su testimonio de que vivió con su expareja Juan Mendoza, con el cual se presentó en el Festival Internacional del Libro de Trujillo. Recibió críticas por su debut en la literatura. Además, escribió su siguiente obra No te mato porque te quiero, con el mismo formato del antecesor.

## Créditos

### Televisión
| Año        | Título                            | Rol                               | Emisión            |
| ---------- | --------------------------------- | --------------------------------- | ------------------ |
| 2005-2007  | América noticias Edición Sabatina | Reportera                         | América Televisión |
| 2007-2009  | N noticias                        | Reportera                         | Canal N            |
| 2010-2014  | Reporte semanal                   | Reportera y presentadora interina | Frecuencia Latina  |
| 2016       | 90 segundos Matinal               | Presentadora de noticias          | Latina Televisión  |
| 2020-2021  | 90 segundos Matinal               | Presentadora de noticias          | Latina Televisión  |
| 2018-2020  | 90 segundos Mediodía              | Presentadora de noticias          | Latina Televisión  |
| 2021       | Mujeres al mando                  | Invitada especial                 | Latina Televisión  |
| 2021-2023  | Latina noticias Matinal           | Presentadora de noticias          | Latina Televisión  |
| desde 2023 | Latina noticias Mediodía          | Presentadora de noticias          | Latina Televisión  |

### Programas web
| Año           | Título              | Rol          | Emisión                       |
| ------------- | ------------------- | ------------ | ----------------------------- |
| 2020-presente | Receta de miércoles | Presentadora | Receta de miércoles (YouTube) |

## Obras
- Primero muerta (Planeta, 2018)
- No te mato porque te quiero (Planeta, 2018)

## Premios y nominaciones
| Año  | Premios                         | Categoría                 | Trabajo         | Resultado | Ref.   |
| ---- | ------------------------------- | ------------------------- | --------------- | --------- | ------ |
| 2021 | Premios MAM de Mujeres al mando | «Mejor periodista latino» | Latina noticias | Ganadora  | [ 12 ] |